# Europe 28
Il premio  Europe 28 viene assegnato con cadenza annuale dalla testata giornalistica statunitense Politico Europe.
Il premio viene assegnato alla persona più potente d'Europa e prevede una classifica di 28 personalità pubbliche europee o che esercitano la loro influenza in Europa.

## Vincitori per anno
| Anno | Personalità          | Carica                                                            |
| ---- | -------------------- | ----------------------------------------------------------------- |
| 2016 | Viktor Orbán         | Primo ministro dell'Ungheria                                      |
| 2017 | Sadiq Khan           | Sindaco di Londra                                                 |
| 2018 | Christian Lindner    | Presidente federale del Partito Liberale Democratico              |
| 2019 | Matteo Salvini       | Vicepresidente del Consiglio dei Ministri e ministro dell'interno |
| 2020 | Emmanuel Macron      | Presidente della Repubblica francese                              |
| 2021 | Angela Merkel        | Cancelliere federale della Germania                               |
| 2022 | Mario Draghi         | Presidente del Consiglio dei ministri della Repubblica Italiana   |
| 2023 | Volodymyr Zelens'kyj | Presidente dell'Ucraina                                           |
| 2024 | Donald Tusk          | Presidente del Consiglio dei ministri della Repubblica di Polonia |
| 2025 | Giorgia Meloni       | Presidente del Consiglio dei ministri della Repubblica Italiana   |

## Statistiche
| Numero | Sportivo            | Anni |
| ------ | ------------------- | ---- |
| 1      | Viktor Orbán        | 2016 |
| 1      | Sadiq Khan          | 2017 |
| 1      | Christian Lindner   | 2018 |
| 1      | Matteo Salvini      | 2019 |
| 1      | Emmanuel Macron     | 2020 |
| 1      | Angela Merkel       | 2021 |
| 1      | Mario Draghi        | 2022 |
| 1      | Volodymyr Zelenskyy | 2023 |
| 1      | Donald Tusk         | 2024 |
| 1      | Giorgia Meloni      | 2025 |

| Numero | Sportivo             | Anni                   |
| ------ | -------------------- | ---------------------- |
| 7      | Viktor Orbán         | 2016, 2020-25          |
| 5      | Christine Lagarde    | 2020-24                |
| 5      | Ursula von der Leyen | 2020-22, 2024-25       |
| 4      | Nicola Sturgeon      | 2016, 2020, 2021, 2023 |
| 4      | Emmanuel Macron      | 2020, 2022-24          |
| 4      | Recep Tayyip Erdoğan | 2017, 2021, 2023-24    |
| 4      | Giorgia Meloni       | 2021, 2023-25          |
| 4      | Vladimir Putin       | 2020, 2021, 2023-25    |
| 3      | Donald Tusk          | 2023-25                |
| 3      | Marine Le Pen        | 2023-25                |
| 2      | Margrethe Vestager   | 2016, 2020             |
| 2      | Sebastian Kurz       | 2017, 2020             |
| 2      | Matteo Salvini       | 2019, 2020             |
| 2      | Boris Johnson        | 2020, 2021             |
| 2      | Olaf Scholz          | 2020, 2022             |
| 2      | Laura Codruța Kövesi | 2016, 2022             |
| 2      | Christian Lindner    | 2018, 2022             |
| 2      | Robert Habeck        | 2020, 2023             |
| 2      | Thierry Breton       | 2021, 2023             |
| 2      | Frans Timmermans     | 2022, 2023             |
| 2      | Maroš Šefčovič       | 2022, 2024             |
| 2      | Keir Starmer         | 2023, 2024             |
| 2      | Annalena Baerbock    | 2021, 2024             |
| 2      | Volodymyr Zelenskyy  | 2023, 2024             |
| 2      | Mary Lou McDonald    | 2019, 2024             |
| 2      | António Costa        | 2018, 2025             |
| 2      | Teresa Ribera        | 2021, 2025             |
| 2      | Herbert Kickl        | 2019, 2025             |
| 2      | Mark Rutte           | 2018, 2025             |
| 2      | Kaja Kallas          | 2023, 2025             |
| 2      | Andriy Yermak        | 2024, 2025             |
| 2      | Pedro Sánchez        | 2019, 2025             |

| Numero | Nazione     | Prima vittoria | Ultima vittoria |
| ------ | ----------- | -------------- | --------------- |
| 3      | Italia      | 2019           | 2025            |
| 2      | Germania    | 2018           | 2020            |
| 1      | Ungheria    | 2016           | 2016            |
| 1      | Regno Unito | 2017           | 2017            |
| 1      | Francia     | 2020           | 2020            |
| 1      | Ucraina     | 2023           | 2023            |
| 1      | Polonia     | 2024           | 2024            |

| Numero | Nazione            | Prima nomination | Ultima nomination |
| ------ | ------------------ | ---------------- | ----------------- |
| 34     | Germania           | 2016             | 2025              |
| 29     | Francia            | 2016             | 2025              |
| 21     | Regno Unito        | 2016             | 2025              |
| 14     | Italia             | 2016             | 2025              |
| 12     | Spagna             | 2016             | 2025              |
| 12     | Ungheria           | 2016             | 2025              |
| 11     | Polonia            | 2016             | 2025              |
| 9      | Russia             | 2018             | 2025              |
| 8      | Irlanda            | 2016             | 2024              |
| 8      | Austria            | 2016             | 2025              |
| 8      | Paesi Bassi        | 2016             | 2025              |
| 7      | Svezia             | 2016             | 2023              |
| 7      | Belgio             | 2016             | 2024              |
| 6      | Danimarca          | 2016             | 2022              |
| 6      | Grecia             | 2016             | 2023              |
| 6      | Rep. Ceca          | 2016             | 2024              |
| 6      | Portogallo         | 2016             | 2025              |
| 5      | Finlandia          | 2016             | 2023              |
| 5      | Turchia            | 2017             | 2024              |
| 5      | Lituania           | 2016             | 2024              |
| 5      | Ucraina            | 2019             | 2025              |
| 5      | Estonia            | 2016             | 2025              |
| 4      | Cipro              | 2016             | 2019              |
| 4      | Bulgaria           | 2016             | 2019              |
| 4      | Romania            | 2016             | 2022              |
| 4      | Slovacchia         | 2016             | 2024              |
| 4      | Malta              | 2016             | 2024              |
| 3      | Norvegia           | 2017             | 2021              |
| 3      | Bielorussia        | 2018             | 2022              |
| 3      | Slovenia           | 2016             | 2022              |
| 3      | Lettonia           | 2016             | 2023              |
| 2      | Lussemburgo        | 2016             | 2018              |
| 2      | Kosovo             | 2017             | 2019              |
| 2      | Stati Uniti        | 2020             | 2023              |
| 1      | Croazia            | 2016             | 2016              |
| 1      | Siria              | 2017             | 2017              |
| 1      | Serbia             | 2017             | 2017              |
| 1      | Svizzera           | 2018             | 2018              |
| 1      | Libia              | 2018             | 2018              |
| 1      | Canada             | 2019             | 2019              |
| 1      | Fær Øer            | 2019             | 2019              |
| 1      | Nigeria            | 2022             | 2022              |
| 1      | Moldavia           | 2022             | 2022              |
| 1      | Taiwan             | 2023             | 2023              |
| 1      | Georgia            | 2024             | 2024              |
| 1      | Città del Vaticano | 2025             | 2025              |

## Nominati

### Classe 2016[2]
- 1 -  Viktor Orbán
- 2 -  Margrethe Vestager
- 3 -  Nicola Sturgeon
- 4 -  Fondatori di Refugees Welcome
- 5 -  Stromae
- 6 -  Isabelle Falque-Pierrotin
- 7 -  Albert Rivera
- 8 -  Valdis Dombrovskis
- 9 -  Maria Elena Boschi
- 10 -  Thomas Wieser

- 11 -  Mats Persson
- 12 -  Rory O’Neill
- 13 -  Stanisław Gądecki
- 14 -  Karel Janeček
- 15 -  Alexis Papahelas
- 16 -  Principessa Mabel
- 17 -  Taavet Hinrikus
- 18 -  Harris Georgiades
- 19 -  Tomas Valasek
- 20 -  Ozan Yanar

- 21 -  Laura Codruţa Kövesi
- 22 -  Ivo Boscarol e Matevž Lenarčič
- 23 -  Antanas Guoga
- 24 -  Mate Rimac
- 25 -  Katrine Camilleri
- 26 -  Eva Paunova
- 27 -  Catarina Martins
- 28 -  Liz Wenger

### Classe 2017[3]
- 1 -  Sadiq Khan
- 2 -  Frauke Petry
- 3 -  Michael O’Leary
- 4 -  Jarosław Kaczyński
- 5 -  Ada Colau
- 6 -  Daniel Ek
- 7 -  Recep Tayyip Erdoğan
- 8 -  Federica Mogherini
- 9 -  Andreas Georgiou
- 10 -  George Soros

- 11 -  Isabel dos Santos
- 12 -  Sebastian Kurz
- 13 -  Dalia Grybauskaitė
- 14 -  Jeppe Tranholm-Mikkelsen
- 15 -  Alice van den Abeele
- 16 -  Edouard Perrin
- 17 -  Mustafa Akıncı
- 18 -  Yngve Slyngstad
- 19 -  Marietje Schaake
- 20 -  Andrej Babiš

- 21 -  Dana Reizniece-Ozola
- 22 -  Pekka Rantala
- 23 -  Irina Bokova
- 24 -  Khaled Omar Harrah
- 25 -  Jelena Milić
- 26 -  Daphne Caruana Galizia
- 27 -  Marian Godina
- 28 -  Shpend Ahmeti

### Classe 2018[4]
- 1 -  Christian Lindner
- 2 -  Michael Gove
- 3 -  Muriel Pénicaud
- 4 -  Mark Rutte
- 5 -  Laura Boldrini
- 6 -  Anuška Delić
- 7 -  Galina Timčenko
- 8 -  Jyrki Katainen
- 9 -  António Costa
- 10 -  Guy Verhofstadt

- 11 -  Armin Wolf
- 12 -  Etienne Schneider
- 13 -  Meral Akşener
- 14 -  Zbigniew Ziobro
- 15 -  Simon Harris
- 16 -  Ana Botín
- 17 -  Flavia Kleiner
- 18 -  Olga Sehnalová
- 19 -  Lajos Simicska
- 20 -  Euclid Tsakalotos

- 21 -  Evgeny Morozov
- 22 -  Khalifa Haftar
- 23 -  Eerik-Niiles Kross
- 24 -  Mina Andreeva
- 25 -  Tino Sanandaji
- 26 -  René Redzepi
- 27 -  Mirga Gražinytė-Tyla
- 28 -  Klitos Papastylianou

### Classe 2019[5]
Doers
- 1 -  Ine Marie Eriksen Søreide
- 2 -  Pedro Sánchez
- 3 -  Martin Selmayr
- 4 -  Heli Tiirmaa-Klaar
- 5 -  Yulia Tymoshenko
- 6 -  Mark Carney
- 7 -  Barbara Nowacka
- 8 -  Miriam Dalli
- 9 -  Ronald Prins

Dreamers
- 1 -  Garance Pineau
- 2 -  Niklas Zennström
- 3 -  Era Istrefi
- 4 -  Peter Vesterbacka
- 5 -  Şener Levent
- 6 -  Joana Vasconcelos
- 7 -  Ivan Krastev
- 8 -  Dominik Feri
- 9 -  Guðrið Højgaard

Disruptors
- 1 -  Mary Lou McDonald
- 2 -  Mattias Tesfaye
- 3 -  Jeremy Corbyn
- 4 -  Eleni Touloupaki
- 5 -  Herbert Kickl
- 6 -  Ali Can
- 7 -  Márta Pardavi
- 8 -  Mischaël Modrikamen
- 9 -  Mihai Șora

### Classe 2020[6]
Doers
- 1 -  Margrethe Vestager
- 2 -  Christine Lagarde
- 3 -  Vladimir Putin
- 4 -  Boris Johnson
- 5 -  Angela Merkel
- 6 -  Ursula von der Leyen
- 7 -  Leo Varadkar
- 8 -  Sebastian Kurz
- 9 -  Phil Hogan

Disruptors
- 1 -  Dominic Cummings
- 2 -  Robert Habeck
- 3 -  David Marcus
- 4 -  Matteo Renzi
- 5 -  Matteo Salvini
- 6 -  Nicola Sturgeon
- 7 -  Johannes Caspar
- 8 -  François Ruffin
- 9 -  Zuzana Čaputová

Dreamers
- 1 -  Greta Thunberg
- 2 -  Viktor Orbán
- 3 -  Bruno Le Maire
- 4 -  Carola Rackete
- 5 -  Klaus Welle
- 6 -  Elizabeth Denham
- 7 -  Götz Kubitschek
- 8 -  Olaf Scholz
- 9 -  Jean-Daniel Zamor

### Classe 2021[7]
Doers
- 1 -  Giuseppe Conte
- 2 -  Emer Cooke
- 3 -  Christine Lagarde
- 4 -  Viktor Orbán
- 5 -  Emmanuel Macron
- 6 -  Recep Tayyip Erdoğan
- 7 -  Jens Spahn
- 8 -  Teresa Ribera
- 9 -  Boris Johnson

Disruptors
- 1 -  Pavel Durov
- 2 -  Thierry Breton
- 3 -  Giorgia Meloni
- 4 -  Max Schrems
- 5 -  Stephan Harbarth
- 6 -  Vladimir Putin
- 7 -  Nicola Sturgeon
- 8 -  J.K. Rowling
- 9 -  Rokhaya Diallo

Dreamers
- 1 -  Ursula von der Leyen
- 2 -  Jens Stoltenberg
- 3 -  Annalena Baerbock
- 4 -  Anders Tegnell
- 5 -  Özlem Türeci
- 6 -  Svetlana Tikhanovskaya
- 7 -  Marcus Rashford
- 8 -  Jerzy Kwaśniewski
- 9 -  Zdeněk Hřib

### Classe 2022[8]
Doers
- 1 -  Olaf Scholz
- 2 -  Emmanuel Macron
- 3 -  Christine Lagarde
- 4 -  Frans Timmermans
- 5 -  Rishi Sunak
- 6 -  Laura Codruța Kövesi
- 7 -  Koen Lenaerts
- 8 -  Maroš Šefčovič
- 9 -  Alexander Van der Bellen

Disruptors
- 1 -  Donald Tusk
- 2 -  Ngozi Okonjo-Iweala
- 3 -  Eliot Higgins
- 4 -  Christian Lindner
- 5 -  Viktor Orbán
- 6 -  Isabel Díaz Ayuso
- 7 -  Aleksander Čeferin
- 8 -  Carrie Johnson
- 9 -  Aljaksandr Lukašėnka

Dreamers
- 1 -  Anne Hidalgo
- 2 -  Ursula von der Leyen
- 3 -  Gabrielius Landsbergis
- 4 -  Eleni Myrivili
- 5 -  Péter Márki-Zay
- 6 -  Maia Sandu
- 7 -  Helle Thorning-Schmidt
- 8 -  Samantha Cristoforetti
- 9 -  Jeremy Farrar

### Classe 2023[9]
Doers
- 1 -  Robert Habeck
- 2 -  Christine Lagarde
- 3 -  Christopher Cavoli
- 4 -  Recep Tayyip Erdoğan
- 5 -  Kaja Kallas
- 6 -  Denis Redonnet
- 7 -  Marine Le Pen
- 8 -  Aija Kalnaja
- 9 -  Bjoern Seibert

Disruptors
- 1 -  Giorgia Meloni
- 2 -  Viktor Orbán
- 3 -  Keir Starmer
- 4 -  Jean-Luc Mélenchon
- 5 -  Alberto Núñez Feijóo
- 6 -  Carlos Tavares
- 7 -  Ylva Johansson
- 8 -  Kyriakos Mitsotakis
- 9 -  Sergej Lavrov

Dreamers
- 1 -  Sanna Marin
- 2 -  Nicola Sturgeon
- 3 -  Eric Huang
- 4 -  Elke Van den Brandt
- 5 -  Pap Ndiaye
- 6 -  Frans Timmermans
- 7 -  Thierry Breton
- 8 -  Sieta van Keimpema
- 9 -  Vladimir Putin

### Classe 2024[10]
Doers
- 1 -  Giorgia Meloni
- 2 -  Ursula von der Leyen
- 3 -  Emmanuel Macron
- 4 -  Andrij Jermak
- 5 -  Recep Tayyip Erdoğan
- 6 -  Maroš Šefčovič
- 7 -  Christine Lagarde
- 8 -  Marine Le Pen
- 9 -  Keir Starmer

Disruptors
- 1 -  Ėl'vira Nabiullinaa
- 2 -  Carles Puigdemont
- 3 -  Viktor Orbán
- 4 -  Annalena Baerbock
- 5 -  Manfred Weber
- 6 -  Tom Van Grieken
- 7 -  Jovita Neliupšienė
- 8 -  Bidzina Ivanishvili
- 9 -  Björn Höcke

Dreamers
- 1 -  Volodymyr Zelens'kyj
- 2 -  Aleksej Naval'nyj
- 3 -  Gérald Darmanin
- 4 -  Roberta Metsola
- 5 -  Mary Lou McDonald
- 6 -  Petr Pavel
- 7 -  Thomas Bach
- 8 -  Nigel Farage
- 9 -  Jenni Hermoso

### Classe 2025[11]
Doers
- 1 -  Ursula von der Leyen
- 2 -  Vladimir Putin
- 3 -  Donald Tusk
- 4 -  Nadia Calviño
- 5 -  Piotr Serafin
- 6 -  Rachel Reeves
- 7 -  Stéphanie Riso
- 8 -  António Costa
- 9 -  Sabine Weyand

Disruptors
- 1 -  Friedrich Merz
- 2 -  Teresa Ribera
- 3 -  Rafał Trzaskowski
- 4 -  Marine Le Pen
- 5 -  Raffaele Fitto
- 6 -  Péter Magyar
- 7 -  Herbert Kickl
- 8 -  Sahra Wagenknecht
- 9 -  Udo Zolleis

Dreamers
- 1 -  Mark Rutte
- 2 -  Andrij Jermak
- 3 -  Kaja Kallas
- 4 -  Viktor Orbán
- 5 -  Armin Papperger
- 6 -  Radosław Sikorski
- 7 -  Papa Francesco
- 8 -  Pedro Sánchez
- 9 -  Arthur Mensch